# Ліґа українських католицьких жінок Канади
Ліґа українських католицьких жінок [Канади] (ЛУКЖ, ЛУКЖК; англ. Ukrainian Catholic Women's League of Canada, UCWLC) — жіноча громадська організація парафіянок УГКЦ в Канаді. Організацію засновано 13 червня 1944 року на конференції у Вінніпезі представницями українських католицьких жіночих організацій Канади (жіночих відділів Братства Українців Католиків, БУК). 9 вересня 1980 р. організація отримала Хартію федеральних органів. 

## Основні цілі
В установчих документах організації головними цілями визначено:
- розвиток та збагачення релігійного та духовного життя кожного парафіянина;
- зміцнення духовних і моральних цінностей українських католиків у канадському суспільстві;
- збереження і розвиток української мови та культури в Канаді;
- ініціювання та підтримка благодійної діяльності.

## Структура
Структура організації триступенева і складається з:
- 1) Централя, яка що два роки переходить до іншої епархії;
- 2) епархіальні управи ЛУКЖ;
- 3) 125 відділів з близько 5 тис. членкинь[3].

## Керівництво
Ліґу очолювали українські діячки: 
- Марія Дима (Mary Dyma), Вінніпеґ, 1944-46
- Марія Бовден (Mary Bowden), Вінніпеґ, 1946-47
- Люба Вал (Luba Wall), Вінніпеґ, 1947-50
- Марія Дима (Mary Dyma), Вінніпеґ, 1950-53
- Михайлина Войтків (Mychalina Woytkiw), Едмонтон, 1953-54
- Анна Прийма (Anna Pryma), Едмонтон, 1954-56
- Катерина Кравс (Katherine Crouse), Торонто, 1956-58
- Стефанія Потоцька (Stephanie Potoski), Саскатун, 1958-61
- Марія Дима (Mary Dyma), Вінніпеґ, 1961-64
- Ірина Павликовська (Iryna Pawlykowski), Едмонтон, 1964-68
- Ірина Малицька (Irene Malycka), Торонто, 1968-71
- Стефанія Потоцька (Stephanie Potoski), Саскатун, 1971-74
- Віра Бучинська (Vera Buczynsky), Вінніпеґ,  1974-77
- Лена Слобода (Lena Sloboda), Едмонтон, 1977-80
- Марія Долішна (Maria Doliszny), Торонто, 1980-83
- Аделя Дудар (Adeline Dudar), Саскатун, 1983-86
- Ярослава Татарнюк (Yaroslava Tatarniuk), Ню Вестмінстер, 1986-89
- Евгенія Шерман (Evhenia Sherman), Вінніпеґ, 1989-92
- Катерина Чічак (Catherine Chichak), Едмонтон, 1992-95
- Марія Комарницька (Maria Komarnycky), Торонто, 1995-98
- Евгенія Палюк (Jayne Paluck), Саскатун, 1998-2001
- Ширлі Лісовська (Shirley Lisowski), Вінніпеґ, 2001-05
- Олена Ґедз (Olena Gedz), Торонто, 2005-07
- Люба Ковалчик (Luba Kowalchyk), Едмонтон, 2007-10
- Ґлорія Ленюк (Gloria Leniuk), Саскатун, 2010-13
- Софія Манулак (Sophie Manulak), Вінніпеґ, 2013-16
- Маруся Барщик (Marion Barszczyk), Торонто, 2016-19
- Варвара Глусь (Barbara Hlus), Едмонтон, 2019-22
- Марлін Боднар (Marlene Bodnar), Саскатун, 2022-досі[4].

Провідну роль у діяльності організації відігравали Віра Бучинська, Анна Баран, Анастасія Козоріз, Марія Вавриков, Марія Гаврилюк, Анастасія Семотюк і багато інших.
Станом на 2022 рік Головою є Марлін Бондар зі Саскатуна.

## Історія
У 1944 р. організація приєдналась до Комітету українців Канади (КУК) та увійшла до складу Національної жіночої ради; 
1948 р. - до Світової федерації українських жіночих організацій (СФУЖО); 
1957 р. - до Світового союзу католицьких жіночих організацій; 
1975 р. - до Світового Конґресу Українців; 
1993 р. - до Конґресу Українців Канади (КУК). 
Ліґою організовано художні музеї в Едмонтоні, Саскатуні та Торонто, керівництво музеєм єпархії здійснюється у Вінніпезі.
Друкованим органом Ліґи з 1970 р. є щоквартальний журнал «Наша дорога». До 1970 р. організація мала власну сторінку в католицьких щотижневиках «Наша мета» (Торонто) та «Поступ» (Вінніпеґ). 1954 р. встановлено окреме управління Ліґи для Торонтської єпархії.